# Minowa
Minowa (箕輪町?) è una cittadina giapponese della prefettura di Nagano.